# Оленич Петро Сергійович
Петро Сергійович Оленич (нар. 27 липня 1982 року, Очаків, Миколаївська область, УРСР) — керівник цифрової трансформації Києва (CDTO) та колишній заступник голови КМДА з питань здійснення самоврядних повноважень у сфері цифровізації.
Координував діяльність Департаментів інформаційно-комунікаційних технологій, земельних ресурсів, містобудування та архітектури. Є фігурантом справи про корупцію з земельними ділянками, в якій звинувачується у незаконному заволодінні землею на суму 11,6 млн грн.

## Життєпис
Петро Оленич народився 27 липня 1982 року в місті Очаків Миколаївської області.
У 2004 році закінчив Київський національний університет культури та мистецтв за спеціальністю «Правознавство», здобув кваліфікацію «Юрист». У тому ж році розпочав трудову діяльність на посаді провідного, а згодом і головного спеціаліста в Управлінні ІТ Міністерства юстиції України.
З серпня 2005 року працював на посаді головного спеціаліста в Департаменті конституційного права Міністерства юстиції.
Упродовж 2008 року Петро Оленич працює менеджером в Департаменті житлової нерухомості компанії «KDD Group N.V.».
У 2009 році призначений заступником начальника Київської обласної філії Державного підприємства «Центр державного земельного кадастру».
З вересня 2012 по лютий 2017 року — працював начальником Головного управління Держземагентства у Сумській області.
Березень 2017 — червень 2018-го Петро Оленич призначений першим заступником директора Департаменту інформаційно-комунікаційних технологій виконавчого органу Київської міської ради (Київської міської державної адміністрації).
У липні 2018 року Петро Оленич працює директором Департаменту з питань реєстрації виконавчого органу Київської міської ради. А з 27 липня того ж року призначений на посаду директора Департаменту земельних ресурсів виконавчого органу Київської міської ради.
З 2 квітня 2021 року — заступник голови Київської міської державної адміністрації з питань здійснення самоврядних повноважень у сфері цифрового розвитку, цифрових трансформацій і цифровізації (CDTO). В одному з перших інтерв'ю на посаді Оленич заявив, що головними цілями його діяльності є впровадження електронної демократії та цифрової екосистеми управління містом.
Петро Оленич бере участь в провідних форумах, конференціях у галузі ІТ та економіки, зокрема був спікером на міжнародному економічному форумі EFBM 2021 «Зміни. Адаптація. Нова економіка», міжнародному форумі «Інноваційні рішення в цифровій економіці» у Франкфурті-на-Майні, RAU Investment Forum 2021, Київському інвестиційному форумі, IT Ukraine GR Conference.

### У 2023 році під керівництвом Оленича Київ завоював міжнародні нагороди:
UserCentriCities Award 2023 (Digital Resilience Award, European Digital Mindset Awards (City Partner), Globee Awards Gold Winner (Startup Achievement of the Year).
У 2024 році — Mobile World Congress (Best Mobile Innovation for Digital Life, Best Mobile Innovation for Cities), Transport Ticketing Global Award (Best MaaS initiative, Best equity and inclusion initiative), Innovation in Politics (Democracy Technologies), New Mobility Leaders Award (CEE Tech and Data-led Mobility Solution Award), Global Tech Awards (Non-profit Technology, Communications (Mobile App), Globee Leadership Awards (Social Impact Leadership).
У 2025 році — WSA Global Award (Government & Citizen Engagement), Mobile World Congress (Best Mobile Innovation supporting Emergency or Humanitarian Situations), Transport Ticketing Award (Digital Champion).

## Керівник цифрової трансформації Києва
Разом з командою Київської міської державної адміністрації Оленич запустив низку сервісів та проєктів:
- міський застосунок «Київ Цифровий»[20];

- Київ став першим містом в Україні, де повністю скасували паперові талони у громадському транспорт[21] та запровадили оплату проїзду у наземному громадському транспорті та метро через застосунок чи банківські картки[22];

- в Україні вперше побудували міську інфраструктуру для впровадження технології інтернету речей[23][24];

- розпочалось впровадження інтелектуальної транспортної системи:. усі в'їзди до міста обладнано камерами відеоспостереження[25];

- впроваджено інструменти електронної демократії «Громадський бюджет»[26];

- сервіс оформлення дитини в дитсадок через електронну чергу[27] та функція замовлення електронних учнівських[28][29];

- створено туристично-культурний хаб Києва[30][31];

- створена автоматизована система обліку та управління земельними ресурсами міста та міська публічна кадастрова карта, до якої перенесена цифрова 3D-модель Києва[32];

- у всіх районах Києва змонтовані датчики моніторингу якості повітря, а.дані про якість повітря інтегровані у міський застосунок «Київ Цифровий»[33][34];

- понад 815 укриттів Києва під'єднано до Wi-Fi[35][36];

- сервіси зі психологічної допомоги «Мапа ментального здоров'я», «Ментальна підтримка 24/7», «Ментальна варта»[1];

- спільно з Bloomberg Philanthropies розширення онлайн-сервісів та програм ментального здоров'я для постраждалих від війни.[37]

Наприкінці 2021 року Київ увійшов до списку 100 розумних міст світу. За рік українська столиця піднялась на 16 пунктів у світовому рейтингу Smart City Index і зайняла 82 місце.
У 2022 році Київ отримав нагороду World Smart City Award Special Recognition за міський застосунок «Київ Цифровий».

### «Київ Цифровий»
5 січня 2021 року став доступним для безплатного завантаження на смартфонах з iOS та Android міський застосунок «Київ Цифровий». Застосунок створений київським Комунальним підприємством «Головним інформаційно-обчислювальний центр» (КП ГІОЦ).
Київ Цифровий надає можливість поповнювати зі смартфона транспортну карту, купувати QR-квитки, сплачувати за паркування, повертати евакуйовану автівку, отримувати сповіщення щодо послуг у сфері ЖКГ, голосувати за проєкти з благоустрою міста.
Після воєнного нападу РФ на Україну застосунок перейшов у режим інформування. До застосунку додали низку сервісів, таких як мапа укриттів, можливість знайти евакуаційний рейс або ж корисні мапи для киян. Також за допомогою застосунку користувачі можуть надати свідчення про руйнування, воєнні злочини або ж повідомити про ворожі війська. Також застосунок допомагає в дерусифікації Києва, завдяки проведенню серед мешканців столиці опитувань щодо перейменувань вулиць міста.

## Розслідування

### Звинувачуння в корупції з земельними ділянками
За даними САП, з 2019 року по лютий 2025 року в Києві діяла злочинна організація з колишніх та чинних службових осіб Київської міської ради і КМДА. За даними слідства, корупційна схема в Київській міськраді могла дозволити чиновникам незаконно заволодіти землею вартістю 11,6 млн грн. За даними НАБУ, учасники організації знаходили перспективні земельні ділянки і реєстрували на підконтрольних осіб право власності на споруди, яких на цих ділянках ніколи не існувало. Після цього вони подавали до міськради заяву про надання їм права власності на ділянки та пояснювали це необхідністю обслуговування «споруд».
Головними фігурантами справи були ексдепутат Київської міськради Денис Комарницький (організатор), заступник голови КМДА Петро Оленич, депутати Київської міськради, зокрема, голова комісії з питань земельних відносин Михайло Терентьєв та член комісії Олена Марченко.
Оленич підозрюється САП в участі у злочинній організації. 7 лютого 2025 року Оленича заарештували з заставою 15 млн грн. 21 лютого Оленича випустили з СІЗО під заставу.
26 лютого Оленича було відсторонено від посади на 2 місяці. 28 лютого Віталій Кличко звільнив свого заступника Оленича та двох посадовців.